# Radeče
Radeče (izgovarjava [ˈɾaːdɛtʃɛ] (); nemško Ratschach) so mesto v Posavju z 2000 prebivalci in središče občine Radeče, ob izlivu potoka Sopota v reko Savo; med Zidanim mostom in Sevnico. Razvile so se ob stičišču cestnih, (vodnih) in železniških in prometnih poti, ki povezujejo Dolenjsko, Celjsko kotlino, Spodnje Posavje in Posavsko hribovje. Leta 1862 je bila mimo naselja po levem bregu reke Save speljana železniška proga Zidani most–Zagreb, zaradi česar je začel zamirati rečni splavarski promet. Radeče obkrožajo hribi Loška gora (489 m n. m.), Vranski hrib (579 m n. m.), Svinjski rt (497 m n. m.), Stari grad (272 m n. m.), V hribu (572 m n. m.) in Kočevarjev hrib (580 m n. m.). K mestu spada zaselek Prnovše, na zahodu pa stoji naselje Njivice.

## Zanimivosti
Splavarjenje na Savi je bilo nekoč pomembna gospodarska dejavnost, zaradi česar so Radeče postale splavarsko pristanišče. Danes po Savi ne vozijo več z lesom naloženi splavi, toda radeški splavarji še vedno ohranjajo splavarsko tradicijo. Na turističnem splavu obiskovalcem predstavijo šege in navade splavarjev ter vožnjo popestrijo s številnimi splavarskimi zgodbami.
Nad reko Savo se dviga star železni most s 84 metrov dolgim lokom. Most je bil zgrajen in odprt za promet v letih 1893 in 1894 po načrtih češkega arhitekta Jana Vladimírja Hráskega, zgradilo pa ga je podjetje Ignaza Gridla. Ob izgradnji je bil to tretji največji tovrstni most v Avstro-Ogrski.
V občini Radeče so leta 2009 priredili svetovni festival praženega krompirja. V občini delujeta Pihalni orkester radeških papirničarjev (PORP) in mažoretke, ki so zelo uspešne na državnih in evropskih tekmovanjih.
Novi dvor (Weixelstein) stoji na Poti na Brod št. 23 jugovzhodno od Radeč. Danes v njem deluje prevzgojni dom.